# John Thomas (Bildhauer)
John Thomas (* 1813 im englischen Chalford, Gloucester; † 1862) war ein britischer Bildhauer und Architekt.
Seine Werke finden sich u. a. an der Christ Church in Chalford („Charity“ über dem Südportal), Birmingham (Statue von ThoEnglische Löwenmas Attwood, 1859), Maidstone, Kent (Queen-Victoria-Statue, 1863), Balmoral Castle in Schottland (Reliefs) sowie in Islington, London (Statue von Hugh Myddleton, postum 1868 vollendet). Er war außerdem an der Verzierung des Buckingham Palace und des Palace of Westminster, dort in leitender Funktion als Supervising Carver, beteiligt. An allen vier Ecken der Britannia Bridge über die Menaistraße, die die Insel Anglesey von Wales trennt, liegen jeweils monumentale  Englische Löwen aus Stein. 
Die von ihm entworfene Figurengruppe The Death of Tewdrig aus dem Jahr 1848, wurde von seinem Bruder William Meredyth Thomas ausgeführt.
Ein Exemplar der Bronzeplastik befindet sich im Brecknock Museum in Brecon, Wales. Sie stellt den Heldentod des walisischen Nationalheiligen Tewdrig Mawr, König von Gwent and Morgannwg, im Moment des Sieges über die Sachsen in der Schlacht von Mathern 630 n. Chr. dar.

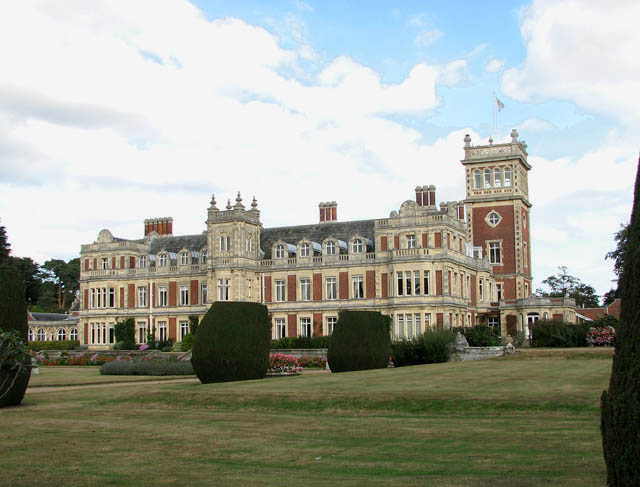
Somerleyton Hall

Als Architekt entwarf er unter anderem die Regents Park Chapel in London, Headington Hill Hall in Oxford und Somerleyton Hall, Suffolk. 
Ein heftiger Disput über seine Pläne für eine Kolossalstatue William Shakespeares zur Weltausstellung 1862 in London ruinierte angeblich seine Gesundheit derart, dass er 1862 verstarb. Sein Grab befindet sich auf dem Kensal Green Cemetery in London.